# Jenny Davis
Jenny Davis (West Lothian, 28 augustus 1982) is een baanwielrenster uit het Verenigd Koninkrijk.
In 2010 nam Davis deel aan de Gemenebestspelen, waar ze de zilveren medaille behaalde op het onderdeel team sprint.